# Nyamira
Nyamira est le chef-lieu du comté de Nyamira et du district de West Mugirango dans l'ancienne province de Nyanza au Kenya.